# 벤응헤 운하

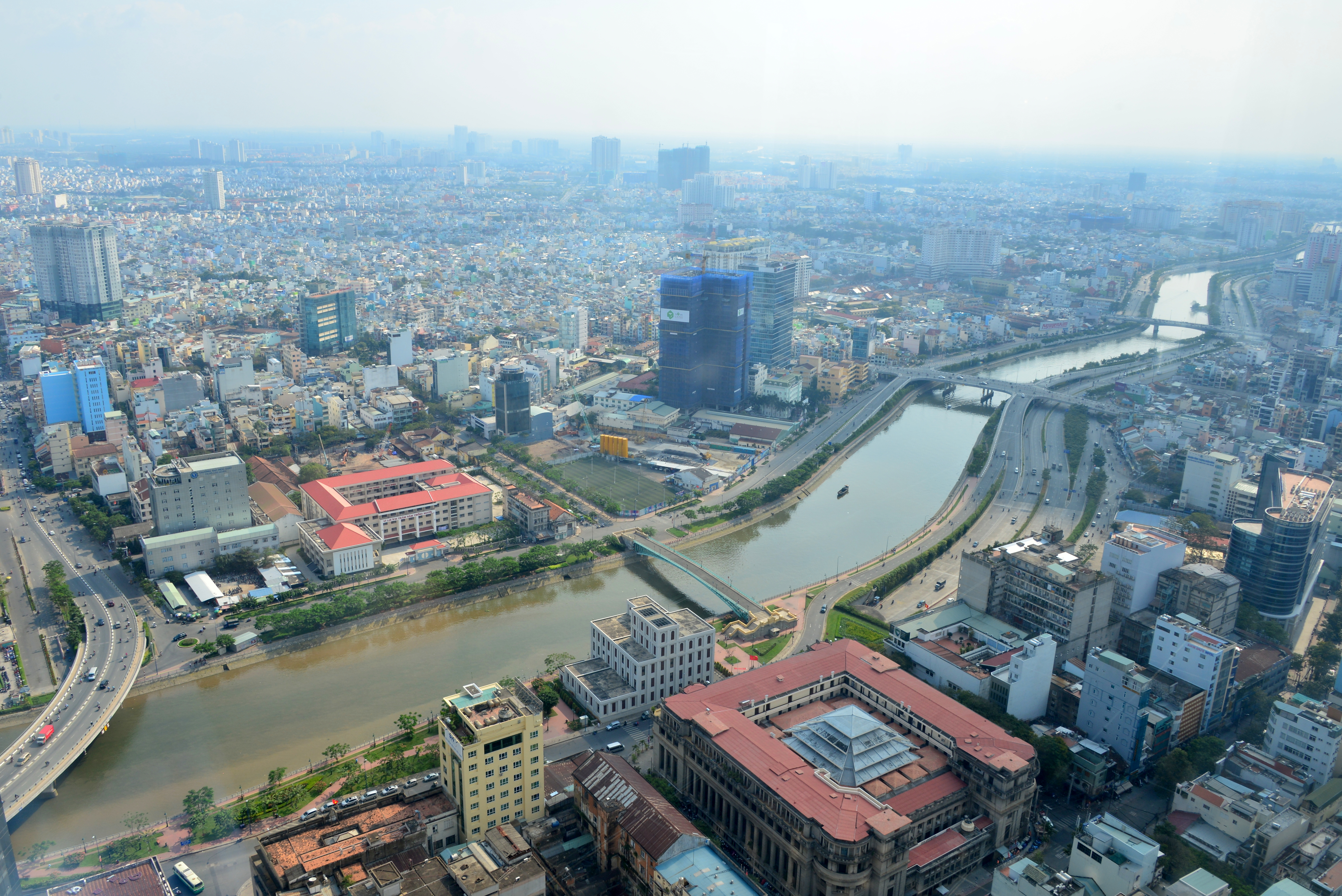
비텍스코 파이낸셜 타워에서 본 벤응헤 운하

벤응헤 운하 (Ben Nghe Channel, 베트남어: Kênh Bến Nghé, Rạch Bến Nghé)는 베트남 호찌민시의 수로이다. 또한 arroyo Chinois로 프랑스 식민지 기간 동안 알려진 도시의 역사적인 운하이다. 운하변에는 중국인들이 소유한 식료품점, 정미소, 목재소, 한양방, 창고 등이 늘어서 있었다.

arroyo Chinois를 도시의 남쪽 경계로 묘사한 사이공의 1878년 지도